# Пригоди Мак-Лейстона, Гаррі Руперта та інших
«Пригоди Мак-Лейстона, Гаррі Руперта та інших» — авантюрний роман українського письменника Майка Йогансена, що був виданий в 1925 році та став першим українським бестселером, оскільки протягом року вийшов тираж у 100 тисяч екземплярів. Цей роман зараховують до «експериментальної» або конструктивістської прози 20-30-х рр. ХХ століття. У творі наявні такі авангардні риси, як «оголення прийому» перед читачем, стильовий симбіоз, настирлива присутність автора, демонстрація умовності зображуваного, знецінення сюжетності (у М. Йогансена шляхом її надмірності й заплутаності), гра автора з читачем, орієнтація на масовість, іронія, пародіювання літературних кліше. 

## Наративні прийоми
Майк Йогансен використовує маску автора, що допомагає розкрити фікційність художнього тексту, вибудувати рівноцінні відносини з читачем і залучити його до творчої авторської лабораторії. Автор під маскою стає центральним у тексті, його генератором, що руйнує традиційний сюжетний поділ на головних і другорядних персонажів. Наратор розставляє смислові пастки: алогічні ситуації з проблемним розумінням та інтерпретацією, заплутана хронологія подій, «анотації» перед розділом з описами тем, що не завжди відповідають очікуванням. Поєднуючи різні види гри-нарації, автор намагається сформувати спостережливого читача з критичним мисленням і пильною увагою до оповідача. 
Сам твір написано під так званим подвійним псевдонімом. Як зазначено в передньому слові, автор тексту — Віллі Вецеліус, справжнє ім’я якого — Антон Райнке. Проте можна помітити маску справжнього автора, котрий зізнається, що трохи змінив текст для публікації та дещо додав від себе. Тобто автор стає лише публікатором, перекладачем і редактором, а не творцем тексту. Автор переднього слова підписується «М. К.» — часто використовуваний М. Йогансеном псевдонім Михайло Крамар (утворений від дошлюбного прізвища матері — Ганни Федорівни Крамаревської). Можна вибудувати такий ланцюжок: Майк Йогансен — М. К. — Віллі Вецеліус — Антон Райнке. Вигаданий оповідач, як і реальний автор, має псевдонім і справжнє ім’я. Незважаючи на те що майже весь текст належить Віллі Вецеліусу, читач нерідко натрапляє на коментарі й зауваги, які належать М. К.
Автори у 20-30 рр. ХХ ст. для того, щоб легітимізувати «нісенітниці» та «штампи», за якими часто крилася іронія, нерідко друкували свої твори як псевдоперекладні — під «іноземними» псевдонімами або у співавторстві. Такі тексти були наповнені іронією, автопародією та саркастичним самоприниженням. Таким чином письменники уникали особистої відповідальності за свої висловлювання.
Юрій Смолич у спогадах згадує, що Майк Йогансен «соромився признатися, що він — автор такої єрундистики, і весело потирав руки, єхидно на мене киваючи, коли всі дружно називали автором цієї белеберди мене, а не його».
У повісті маску автора можна простежити у звертаннях до читача та за певним рівнем фокалізації. У повісті домінує нульовий рівень фокалізації за Ж. Женеттом, де оповідач-«бог» знає все про своїх персонажів, розвиток подій і показує читачу правильний шлях у сюжеті, за яким слід рухатися. Інколи автор іронізує з влади наратора і тому вважає цілком доцільним змінити стиль Віллі Вецеліуса на інший, на власний погляд, більш відповідний. Тому одна нульова фокалізація замінює іншу з дещо відмінним стилістичним забарвленням: «Спочатку далі було написано: наївний аромат 18-літньої не зовсім розквітлої істоти світився в кожній жилці цієї молодої… і т. ін. Але, розміркувавши добре, автор вирішив цього не писати, а запропонувати читачеві самому уявити собі гарненьку 18-літню дівчину, виплекану за всіма правилами мистецтва, зразкове звірятко, без єдиної хиби (…)».
Однак також нерідко можна натрапити на внутрішню фокалізацію (наратор знає стільки, як і персонаж) та зовнішню (персонаж знає більше за наратора). Внутрішня: «Не знаю, чим пояснити той факт, що Гаррі Руперт ні разу не зустрічався на транспорті з Мартином»; «На перше питання автор роману (чи його автори) щиросердно відповідає: — Не знаємо!» Зовнішня: «Ти знаєш, я був скрізь, де може бути авантюрист. Ніякий автор авантюрного роману не має жодної уяви про те, скільки може пережити мандрівник».
Маска автора найяскравіше показана в передостанньому розділі, де стверджено, що головний у романі — автор: «Головна дійова особа, найактивніший герой цього роману — це його автор». Тобто не Мак-Лейстон, Гаррі Руперт (герої, імена яких фігурують у назві повісті), не Андрій Вовк чи Джим Ріпс, що протягом роману перевтілюються в різних осіб, а саме автор — той, хто вигадав цих персонажів, сконструював характери та описав їхні майбутні долі, — є центральним у творі.
Проте фокус наведено саме на автора як творця, а не як особистості. Спочатку наратор подає розпливчасту інформацію про стать і навіть кількість авторів: це може бути «чоловік, 28 літ, брюнет», «дівчина 23 літ, блондинка» або колективна творчість п’ятьох товаришів. Згодом автор наводить приклад події з реального життя, цим показуючи її непотрібність і неважливість у художньому тексті: «Вчора він навіть загубив на вулиці ключа від убиральні; це була не фантазія того, хто пише ці рядки, це було в Києві на вулиці коло крамнички «Ларек». Таким чином М. Йогансен пародійно нівелює біографію автора у творі й підкреслює сутність автора-деміурга. Автор таким прийомом показує, що він не ефемерний персонаж, а жива людина, але, зважаючи на його домінантну позицію в тексті, читача має цікавити письменницька (формотворча й смислотворча) робота, а не біографічні факти.

## Художні деталі
Оскільки роман має дуже динамічний і заплутаний сюжет, відбуваються постійні перевтілення персонажів, вони змінюють свої імена, заняття та суспільні ролі. Для того, щоб читач упізнавав героїв у різних амплуа, автор звертає увагу на окремі індивідуальні деталі, що конструюють загальний образ персонажа й сприяють швидкому його впізнаванню.
Андрія Вовка, яке б ім’я (Дюваль, Вінсент) чи професію (матрос, працівник закладу Дювер’є) він не мав, легко визначити за такою художньою деталлю, як світлий колір волосся та невисокий зріст: «До неї йшов у світлі ліхтаря не Мартин, а зовсім другий чоловік, менший на зріст, молодий з білявим волоссям».
Джима Ріпса в різних епізодах можна легко впізнати за однією яскравою ознакою в зовнішності — слідами хвороби на обличчі. За цим ідентифікатором ми впізнаємо його в образі містера Кенана, вбивці чи доктора хімії. «Чоловік зі слідами якоїсь хвороби на обличчі одсунув серджента, вийшов з таверни й пішов слідком за Гаррі (…)».
У Мартина, який за задумом автора теж часто перевтілюється, є декілька особливостей, а саме: кремезна фігура, шрам на обличчі та незрозуміле бурмотіння в моменти напруження. «Це був могутній чоловік з обвітреним, засмаглим обличчям (…). Через усе обличчя йшов шрам». «Він дихав важко, і з його вуст виривалося якесь напівзвіряче бурмотіння».
У зовнішності Креве найпомітнішими рисами є темний колір волосся та соковиті губи. «Якийсь чорнявий панок, схожий на погруддя в вітрині парикмахеровій, з кокетливими вусами й соковитими губами спиняється коло тієї ж вітрини й дивиться на середину вулиці». 

## Інтертекстуальність
Назва твору відсилає читачів до гостросюжетних пригодницьких романів Фенімора Купера, Льюїса Стівенсона, Джека Лондона, оскільки тут наявні морські пригоди (на кораблях «Вікторія» та «Ліберія»), детективні лінії (викрадення Едіт, родинного персня та рецепта препарату «Альбо»), загадкові герої (Андрій Вовк, Мартин), екзотичні краї (мандрівки в джунглях і дивовижні історії дикуна Тоні про його батьківщину) та палке кохання (Гаррі Руперт і Кет, Камілла і Франсуа). Проте невдовзі стає зрозумілим, що автор іронізує з такого жанру літератури, навмисно робить сюжет украй заплутаним, з широкою сіткою персонажів, з деталізованими відхиленнями від основних сюжетних ліній, що утруднює читання.
Майк Йогансен також пародіює поширений у той час так званий «комуністичний Пінкертон» — жанр масового чтива, створений на замовлення влади з конкретною ідеологічною й пропагандистською метою. У таких літературних текстах була чітка сюжетна сітка й закріплена система персонажів: герой-чекіст (комуніст / комсомолець / піонер), професор-дивак, капіталістичний магнат, російський емігрант (білогвардієць-шпигун), його помічники, фатальна красуня і відданий простосердний «дикун» (китаєць / індієць / темношкірий). Основна проблема у творі — це суперництво між радянською Росією та капіталістичними силами, об’єктом якого стає дивовижний винахід дивака-професора (у сфері хімії, біології тощо).
У М. Йогансена ми бачимо схожі схеми й мотиви, але з пародійним відтінком. До героя-комуніста можна зарахувати як Андрія Вовка, що під чужими іменами за кордоном старанно виконує завдання секретної організації та, між іншим, рятує своїх друзів і знайомих з небезпеки, так і Мартина, котрий теж є позитивним персонажем з таємничою біографією. Образ професора-дивака втілюють Гаррі Руперт — винахідник штучного протеїну під назвою «Альбо», що здатний розв’язати проблему голоду, та доктор О. Кенан (фальшиве ім’я Джима Ріпса) — викрадач і останній реалізатор рецепта. Роль російського емігранта грає Креве — колишній кавалергардський ротмістр її величності імператриці, а роль фатальної красуні — Едіт, зі зникнення якої починаються всі перипетії в повісті. Відданим дикуном є полінезієць Тоні, що називає свого опікуна «першим батьком», а його помічника — «другим батьком» і готовий до самопожертви заради їхньої безпеки. В образі Тоні також закладена пародія на етнографічну літературу: «Так, приміром, полінезієць Тоні розповідає малайських казок тому, що він їх чув. Йому розповідав їх один малаєць. Смішно б було справді думати, що Тоні міг їх прочитати в десятитомовому збірникові німецького етнографа. По-перше, Тоні не знав настільки німецької мови, по-друге, він ледве цікавився етнографічною літературою… По-третє, Тоні взагалі не вмів читати».
М. Йогансен не тільки іронічно дотримується системи персонажів і мотивів, на які нібито очікує радянський читач, а й навіть залучає до героїв Пінкертона, таким чином згадуючи про американського детектива, від якого й утворився цей жанр масової детективно-пригодницької літератури. За сюжетом Мак-Лейстон звертається до Пінкертона за допомогою в пошуках своєї дочки Едіт. Автор зображує діяльність детектива так: «Сам Пінкертон, діставши синенький чек на кругленьку суму, віддавав розпорядження й для цієї справи навіть передав завідування страйкбрехерським бюром своєму головному заступникові. Зроблено таємні труси ві всіх молодих людей, що разом з Едіт були їздили на гоночних авто (…)». Незважаючи на певні складнощі бюро Пінкертона все ж знаходить потрібну інформацію та доповідає Мак-Лейстону, що його донька вирушила з Ріпсом на пароплаві до Парижа.
Отже, М. Йогансен, використовуючи типові фабульні ходи й персонажів певного твору чи жанру, конструює свій трохи змінений іронічний і пародійний текст. 

## Критика
|  | По суті, – доводив захований за криптонім «Ф.Я.» критик, – роман збудований так, що він просто рветься на екран. З нього можна зробити бойового фільма, і то не нашого та й не німецького стилю, а американського трюкового фільма. Тут є й надзвичайно швидкий і плутаний біг подій, і карколомні трюки, і американські міста, і Париж, і страшні пригоди людей у тропічному африканському лісі. |

|  | Ігрова стратегія М. Йогансена у площині роману сфокусована на блокування раціонального розуміння твору читачем і зміщення його сприйняття в емоційний план. Разом із тим, як видається, інший вектор окресленої стратегії спрямований на активізацію енергії адресата художньої комунікації, необхідної для співтворчості, шляхом залучення його до інтелектуальної гри. |